# Centrodera minima
Centrodera minima är en skalbaggsart som beskrevs av Linsley och Chemsak 1972. Centrodera minima ingår i släktet Centrodera och familjen långhorningar. Inga underarter finns listade.